# 阿莉內·穆勒
阿莉內·穆勒（德語：Aline Müller，1999年7月17日—），瑞士女子羽毛球運動員。就讀伯尔尼大学。

## 簡歷
阿莉內·穆勒最初受訓於聖加侖-阿彭策爾羽毛球協會俱樂部。
2019－2021年，阿莉內·穆勒與同俱樂部的泰裔選手珍吉拉·施塔德爾曼搭檔參加女雙國際賽，曾在2019年斯洛文尼亞未來系列賽、威爾斯國際賽及2021年奧地利公開賽晉級四強。2021年12月，阿莉內·穆勒首度參加2021年世界羽毛球錦標賽，她與珍吉拉·施塔德爾曼在女子雙打項目首輪以直落二（24-22、21-12）擊敗愛爾蘭的Kate Frost／Moya Ryan；第二輪賽事則以11－21、10－21不敵三號種子金昭映／孔熙容，止步32強。
由於搭檔施塔德爾曼希望專注單打，穆勒自2022年起改與Caroline Racloz搭檔，並在該年以色列公開賽奪得國際賽首冠，穆勒另與Arthur Boudier搭檔獲得混雙亞軍。

## 主要比賽成績
只列出曾進入準決賽的國際賽事成績：
| 年份   | 賽事                       | 公開賽級別 | 項目     | 拍檔              | 成績   |
| ------ | -------------------------- | ---------- | -------- | ----------------- | ------ |
| 2019年 | 斯洛文尼亞羽毛球未來系列賽 | 未來系列賽 | 女子雙打 | 珍吉拉·施塔德爾曼 | 準決賽 |
| 2019年 | 斯洛文尼亞羽毛球未來系列賽 | 未來系列賽 | 混合雙打 | Yann Orteu        | 準決賽 |
| 2019年 | 威爾斯羽毛球國際賽         | 國際系列賽 | 女子雙打 | 珍吉拉·施塔德爾曼 | 準決賽 |
| 2021年 | 奧地利羽毛球公開賽         | 國際系列賽 | 女子雙打 | 珍吉拉·施塔德爾曼 | 準決賽 |
| 2022年 | 西班牙羽毛球國際賽         | 未來系列賽 | 女子雙打 | Caroline Racloz   | 準決賽 |
| 2022年 | 以色列羽毛球公開賽         | 未來系列賽 | 女子雙打 | Caroline Racloz   | 冠軍   |
| 2022年 | 以色列羽毛球公開賽         | 未來系列賽 | 混合雙打 | Arthur Boudier    | 亞軍   |
| 2023年 | 冰島羽毛球國際賽           | 未來系列賽 | 女子雙打 | Caroline Racloz   | 準決賽 |
| 2023年 | 烏干達羽毛球國際挑戰賽     | 國際挑戰賽 | 女子雙打 | Caroline Racloz   | 準決賽 |

| 2018-2026年 | 總決賽 | 超級1000賽 | 超級750賽 | 超級500賽 | 超級300賽 | 超級100賽 | 國際挑戰賽 | 國際系列賽 | 未來系列賽 | 其他 |

### 奧運會和世錦賽參賽紀錄
|          | 搭檔              | 2021 |
| -------- | ----------------- | ---- |
| 女子雙打 | 珍吉拉·施塔德爾曼 | 32強 |

## 外部連結
- 阿莉內·穆勒在BWFBadminton.com（英语）
- 阿莉內·穆勒在BWF.TournamentSoftware.com（英语）
- 阿莉內·穆勒在Flashscore（英语）